# 羅洲

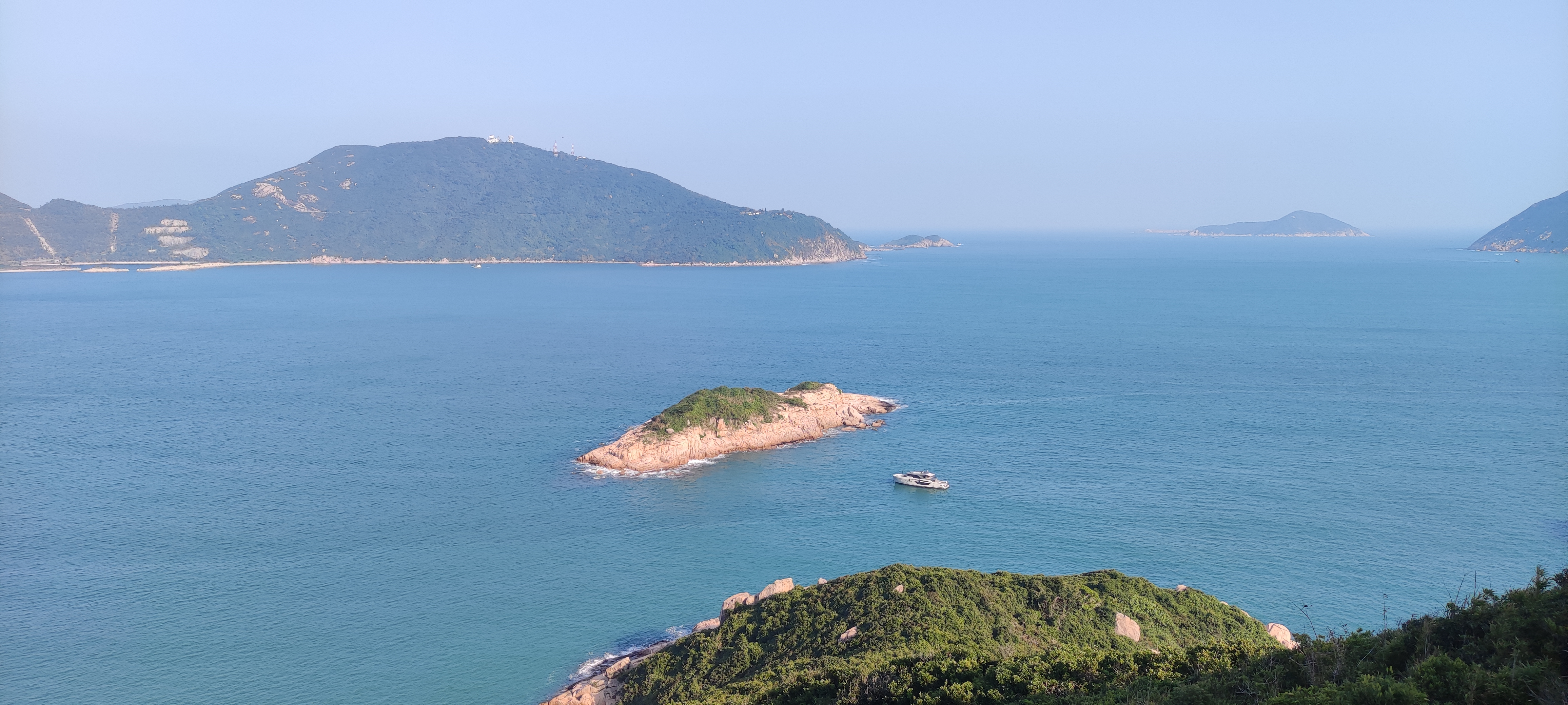
羅洲位於赤柱半島與鶴咀半島之間

羅洲是香港的一個島嶼，位於赤柱半島以東，地區行政上屬於目前南區的赤柱及石澳選區（D17）。羅洲上並沒有居民居住。

## 名稱
1940年代的地圖中，羅洲被稱為棟頭洲。其舊英文名稱為Tweed Island。

## 外部連結
- 羅洲島地圖 （页面存档备份，存于）